# Francesco Feo
Francesco Feo (1691 - 28 de janeiro de 1761) foi um compositor italiano, mais conhecido por suas óperas. Ele nasceu e morreu em Nápoles, onde a maior parte de suas óperas foram apresentadas.

## Vida
Feo estudou música no Conservatório de Santa Maria da Piedade (Conservatorio di Santa Maria della Pietà), em Nápoles, começando em 3 de setembro de 1704. Entre os compositores que ele conheceu no conservatório, valem ressalva: Leonardo Leo, Giuseppe de Major e Niccolò Jommelli. Seu primeiro professor foi Andrea Basso e após 1705, Nicola Fago. Feo continuou a estudar no conservatório até 1712.
Em 1713 ele apresentou sua primeira ópera: L'amor tirannico, ossia Zenobia e para o carnaval de 1714 Il martirio di Santa Caterina, um oratório. Sua fama começou a aumentar com seus trabalhos sacros para igrejas locais, como sua Missa defunctorum em 1718 e com seus recitativos, áricas e cenas cômicas das óperas. Em 1719, Feo escreveu La forza della virtù (A Força da Virtude) e sua ópera séria Teuzzone em 1720. Sua fama real veio somente com sua ópera Siface, re di Numidia para o Teatro San Bartolomeo em 1723. O libretto foi o primeiro feito pelo jovem Pietro Metastasio, de 25 anos, que tinha acabado de chegar em Nápoles.
Com sua popularidade, Feo foi apontado como professor do Conservatorio di Sant'Onofrio a Porta Capuana, onde ele trabalhou ao lado de Gabriele Prota e Nicola Grillo. Nos  dezesseis anos seguintes, ele tornou-se conhecido como um dos mais importantes professores de música de Nápoles. Seus estudantes mais notáveis foram Nicola Sabatino, Nicolò Jommelli, Matteo Capranica e Gennaro Manna. Em 1739 ele deixou o conservatório para ensinar no Conservatório do Pobre Jesus Cristo, substituindo Francesco Durante, que tinha se retidrado do cargo. Francesco ocupou o carto até 1743, ajudado por Alfonso Caggi e Girolamo Abos. Durante esse período, ele lecionou para Giacomo Insanguine e Gian Francesco de Majo.
Feo escreveu a maior parte dos seus oratórios entre 1723 e 1743, escrevendo também uma boa parte de suas cantatas e outras músicas sacras. Seu mais conhecido oratório foi San Francesco Salesio, Apostolo del Chablais, de 1734. Para Roma e Turim, ele escreveu outras seis óperas sérias e diversos intermezzos. Em 1734/5 ele foi convidado pelo amigo Giovanni Battista Pergolesi, a escrever um novo Stabat Mater, para substituír o já antiquado de Alessandro Scarlatti. Feo compôs Oreste e Polinice para Madri em 1738. Sua última ópera, Arsace, foi apresentada em Turim, na reabertura do Teatro Regio em 1740. Seu último oratório, Ruth, foi apresentado em Roma em 1743.
Em 1743, Feo retirou-se do Conservatório mas continuou a compor músicas sacras para igrejas napolitanas, incluindo a Santissima Annunziata, onde ele tornou-se o maestro di cappella' em 1726. Sua última composição assinada foi Quoniam tu solus sanctus, em 1760, para tenor e cordas.

## Óperas
- L'amor tirannico, ossia Zenobia (1713)
- Lucio Papirio (1717)
- La forza della virtù (1719)
- Teuzzone (1720)
- Siface, re di Numidia (1723)
- Morano e Rosina (1723)
- Don Chisciotte della Mancia (1726)
- Coriando lo speciale (1726)
- Ipermestra (1728)
- Arianna (1728)
- Tamese (1729)
- Il vedovo (1729)
- Andromaca (1730)
- L'Issipile (1733)
- Oreste (1738)
- Polinice (1738)
- Arsace (1740)

## Referência
- The Oxford Dictionary of Opera, by John Warrack and Ewan West (1992),  782 pages,  ISBN 0-19-869164-5